# やま磯
株式会社やま磯（やまいそ）は、広島県広島市安芸区に本社を置く日本の加工食品会社である。1949年会社設立。主に海苔やふりかけを製造・販売する。田中食品、三島食品と並ぶ広島3大ふりかけメーカーの一つであり、ふりかけでは「さるかに合戦」や「一休さん」などのユニークな商品名を付けている。

## 事業所
本社・広島営業所
- 広島県広島市安芸区矢野新町二丁目3番12号

東京営業所
- 埼玉県所沢市北有楽町24番10号 エールプラザ航空公園301号

大阪営業所
- 大阪府吹田市岸部南1-25-7 　33番館ビル303号

岡山営業所
- 岡山県岡山市北区今二丁目16番31号　第5今村合同ビル1F

## 主な商品

### 海苔
- 味付海苔
  - 朝めし海苔
  - ゆかり（三島食品とのコラボ商品）
  - 宮島かきの醤油のり
  - のりパンダー
  - カープのり
- 焼海苔
  - 手巻のり
  - 焼のり優
  - 焼のりきざみのり

### ふりかけ
- さるかに合戦（のり・ごま）
- 一休さん（のり・たまご）
- 金太郎（のり・かつお）
- 海老しらす
- 海苔ちりめん
- わさびふりかけ

### その他
- わさび茶漬け
- わさび薬味
- 中華調味ハオハオ